# Yui Kawaguchi

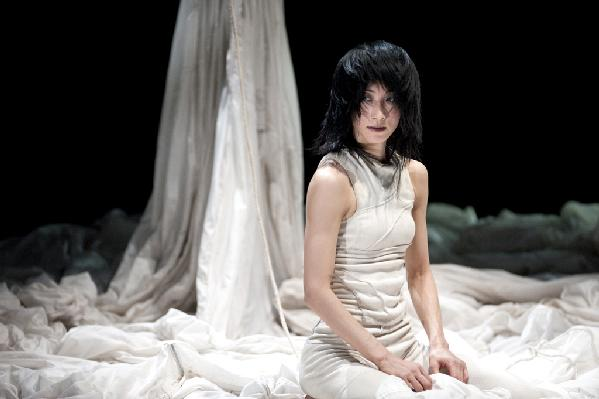
Yui Kawaguchi (2009)

Yui Kawaguchi (japanisch 川口ゆい Kawaguchi Yui; * in Chigasaki, Kanagawa, Japan) ist eine japanische Tänzerin und Choreographin, die in Berlin lebt.

## Leben und Wirken
Yui Kawaguchi begann im Alter von sechs Jahren zu tanzen. Über die Jahre erprobte sie verschiedene Tanztechniken und studierte Tanz, Theater und Gesang in Tokio. Als Tänzerin arbeitete sie u. a. bei H.art.chaos, Kota Yamazaki rosy,co. und Motoko Hirayama und tanzte in Japan, USA und Europa.
2001 choreographierte Yui Kawaguchi die Ostasien-Olympia-Eröffnungsfeier. Sie arbeitete als Choreographin und Tänzerin mit der Media drive-unit cell/66b und wurde zu Aufführungen u. a. bei der ARS Electronica, dem Seoul International Dance Festival sowie der Japan Virtual Reality Conference eingeladen.
Seit 2005 arbeitet sie in Berlin. Sie tanzte u. a. bei Ismael Ivo, Helena Waldmann, Nico and the Navigators, Nir de Volff, Tomi Paasonen und Flying Steps.
Als Choreografin arbeitet sie in verschiedenen Konstellationen mit visuellen Künstlern, Musikern und Wissenschaftlern zusammen und präsentierte ihre eigenen Produktionen bei zahlreichen internationalen Tanzfestivals in 17 Ländern.
2006 erhielt sie den Jury-Preis bei der Yokohama solo×duo<competition+> und 2008 wurde ihre multimediale Solo-tanzperformance REM – the Black Cat im Neuen National Theater Japan aufgeführt. Für ihr Solo andropolaroid erhielt sie den Kölner Tanzpreis 2010. Sie gehört zur Originalbesetzung des mit dem Echo-Klassik-Sonderpreis 2010 ausgezeichnete Produktion Red Bull Flying Bach, in der sie den zeitgenössische Part choreographierte.
Weiter verfolgte sie eine Zusammenarbeit mit der Jazz-Pianistin Aki Takase (Die Serie Die Stadt im Klavier, 2008-) und dem bildenden Künstler Yoshimasa Ishibashi (MatchAtria, 2014). 2017 choreografierte und tanzte sie eine zeitgenössische Version von Tschaikowskys Schwanensee im japanischen TV-Programm Meikyoku Album+（名曲アルバムプラス） von NHK.
2018 wurde das neueste Projekt mit Aki Takase Da Capo im Rahmen des Bregenzer Frühlings in Kooperation mit dem Kunsthaus Bregenz uraufgeführt.
2019 schuf sie die Co-Choreographie Flying Pictures von Flying Steps im Hamburger Bahnhof, Apollon Musagète von Kadir Memis Company in Nikolai Saal Potsdam.

## Werke

### Projekte
- 2018: Da Capo[2][3] | UA Kunsthaus Bregenz | Choreografie: Yui Kawaguchi Musik: Aki Takase, Louis Sclavis, DJ Illvibe, Tanz: Yui Kawaguchi, Kofie da Vibe

- 2018: Suite Transkription | UA Dock11 Berlin | Tanz: Yui Kawaguchi, Barockcello: Julia Kursawe
- 2017: ToTentanz[4] | UA Kömedienhaus Heilbronn | Choreografie:Yui Kawaguchi Tanz: Anna Holmström
- 2016: andropolaroid1.1[5][6][7][8][9][10][11][12][13][14][15] | UA Uferstudios Berlin | Solo TanzLicht Performance
- 2015: MatchAtria – extended[16][17][18][19][20][21][22][23]| UA Sophiensaele Berlin | Choreografie&Tanz:Yui Kawaguchi Regie: Yoshimasa Ishibashi
- 2014: MatchAtria | UA Dock11 Berlin | Choreografie&Tanz:Yui Kawaguchi, Regie: Yoshimasa Ishibashi
- 2013: Cadenza – Die Stadt im Klavier V[24][25][26] | UA Sophiensaele Berlin | Tanz: Yui Kawaguchi, Klavier: Aki Takase
- 2011: Chaconne – Die Stadt im Klavier IV[27][28][29] | UA Sophiensaele Berlin | Tanz: Yui Kawaguchi, Klavier: Aki Takase
- 2011: Bubble Boxing[30][31] | UA Dock11 Berlin | Choreografie:Yui Kawaguchi, Tanz: Gonzalo Cruzinha&Yui Kawaguchi
- 2010. andropolaroid[32]| UA Dock11 Berlin | Solo
- 2009: Metamorphosen | UA Dock11 Berlin | Choreographie für DOCKeleven
- 2008: HEREing Loss | UA Yokohama Red Brick Warehouse #1 | von:Yui Kawaguchi, Tanz: Yael Schnell, Yui Kawaguchi
- 2008: Wassermelone Pinata Squaredenken | UA Kulturtage Weicht | Solo
- 2007: Rolling Walls | UA Kulturtage Weicht | Solo
- 2007: here-hear | UA Dock11 Berlin | von: Yui Kawaguchi mit: Marlene Jobstel,
- 2006: Kaschmirschanze | UA Japanisch-Deutsches Zentrum Berlin, Berlin | von:Yui Kawaguchi, Tanz: Ayako Shimizu&Yui Kawaguchi
- 2006: Vogelmelanchorie | UA Rohkunstbau Festival | von: Yui Kawaguchi, Tanz: Nir de Volff&Yui Kawaguchi
- 2006: Scandal | UA Dock11 Berlin | von: Yui Kawaguchi, Tanz: Florencia Lamarca, Melanie Lane, Natsuko Kinoshita
- 2005: Wand und Wandel" | UA Theaterhaus Mitte Berlin (Festival Japan Now 05) | von und mit: Yui Kawaguchi & Yuko Matsuyama
- 2005: Wenn ein Ei kaputt geht... | UA Japanisch-Deutsches Zentrum Berlin, Berlin | von:Yui Kawaguchi, Tanz: Ayako Shimizu&Yui Kawaguchi
- 2005: REM – The Black Cat[33] | UA Kunsthaus Tacheles Berlin | Choreografie&Tanz:Yui Kawaguchi, Visual: 66b/cell

### Kollaboration
- 2019: Apollon Musagète | UA Nikolaisaal Potsdam | von Kadir Memis Company, Co-Choreographie
- 2019: Flying Pictures | UA Hamburger Bahnhof – Museum für Gegenwart | von Flying Steps, Co-Choreographie
- 2019: Niemand stirbt in der Mitte seines Lebens | UA Konzerthaus Berlin | von Nico and the Navigators, Co-Choreographie&Tanz
- 2018 Muss es sein? Es muss sein! | UA Sommerliche Musiktage Hitzacker | von Kuss Quartet und Nico and the Navigators, Choreographie&Tanz
- 2018: Magic Moment Weihnachtsshow Sony Center am Potsdamer Platz, Choreographie
- 2018: Die Zukunft von Gestern | UA Sophiensaele Berlin | von Nico and the Navigators, Performance
- 2017: Silent Songs into the wild | UA Palais des Beaux-Arts Brüssel | von Nico and the Navigators, Co-Choreographie&Tanz
- 2017: Derman | UA Villa Elisabeth Berlin | von Amigo Kadir Memis, Tanz
- 2017: the World | UA Theater Brats Japan | von Kaori Hojo, Choreographie&Tanz
- 2016: Beethoven the Next Level[34] | UA Alter Schlachthof Dresden | von Khaled Chaabi und Christoph Hagel, Co-Choreographie&Tanz
- 2016: Die Stunde da wir zu viel voneinander wussten | UA Kampnagel Hamburg | von Nico and the Navigators, Performance
- 2015: Dividual Plays | UA YCAM Japan | von Yoko Ando, Tanz
- 2015: Play 4 You | UA Schlossmediale Werdenberg Schweiz | von Robert Jacobsen, Choreographie&Tanz
- 2014: Die Befristeten | UA Residenztheater München | von Nico and the Navigators, Performance
- 2014: In Camera | Theater OST Stuttgart | von Eva Baumann, Tanz
- 2012: atmesuppai | UA Museum of Art Kochi | von Yoshimasa Ishibashi (Kyupi Kyupi), Performance
- 2011: Petite messe solennelle | UA Theater Erfurt | von Nico and the Navigators, Co-Choreographie & Tanz
- 2011: Cantatatanz | UA Predigerkirche Erfurt | von Nico and the Navigators, Co-Choreographie & Tanz
- 2010: Red Bull Flying Bach | UA Neue Nationalgalerie Berlin | von Flying Steps und Christoph Hagel, Co-Choreographie & Tanz
- 2010: Public Receptors | UA Goethe Institute London | von Gabi Schillig, Performance
- 2010: Schicke Tel | UA Mimoca Japan | von Yoshimasa Ishibashi (Kyupi Kyupi), Performance
- 2009: Süssebittererezepturen | UA Mousonturm | von Klimaelemente, Performance
- 2009: ANAESTESIA | UA Händelfestspiele Halle | von Nico and the Navigators, Co-Choreographie&Tanz
- 2009: Burkabondage | UA Haus der Berliner Festspiele | von Helena Waldmann, Tanz
- 2009: Kyouzou | UA Yokohama Red Brick Warehouse #1 | mit Aki Takase, Yoko Tawada und Louis Sclavis
- 2009: Konzert mit Aki Takase und Louis Sclavis | Institute Francais Berlin
- 2008: Feierabend – das Gegengift" | UA Kampnagel Hamburg | von Helena Waldmann, Tanz
- 2008: CREATURA | UA Biennale Venedig | von Michela Lucenti (Balletto Civile), Tanz
- 2007: Market of Body | UA Biennale Venedig | von Ismael Ivo, Tanz
- 2007: Life Casting | UA Neues Nationaltheater Tokyo | von Motoko Hirayama, Tanz
- 2007: Macrophone | UA Bergen International Festival | von Tomi Paasonen PAA, Tanz
- 2006 Apollo und Hyacinth | UA Bodemuseum Berlin | von Ismael Ivo und Christoph Hagel, Tanz
- 2006: I ONLY SPEAK GERMAN TO MY DOG | UA Haus73 Hamburg | von Daniela Dröscher und Marc Bausback, Choreographie & Performance
- 2006: Klub Drama | UA Bauhaus Ost Berlin | von Nir de Volff, Tanz

### Ausstellungen, Workshops
- Heartbeat Picnic[35][36] – Workshop für Touching Heartbeats in Zusammenarbeit mit Junji Watanabe, Kyosuke Sakakura,Hideyuki Ando

- - 2018: Unkou-Tempel, Tokyo, Japan (MOT Satellite), Exhibition 'Heartbeat Picnic' ICC Kid's Program, Tokio, Japan
  - 2016: Tokyu Krankenhaus, Japan
  - 2013: IAMAS, Japan (Ogaki Biennale)
  - 2011: The Museum of Osaka University, Japan
  - 2010: Exhibition 'Heartbeat Picnic' ARS Electronica OK center, Linz, Österreich
  - 2010: Exhibition 'Heartbeat Picnic' Poetry of Motion ARS Electronica Exhibition BREEZE BREEZE Osaka, Japan  
  - 2010: 21_21 Design Sight, Tokyo

- Here / Hear[37][38] – Audiovisuelle Workshop
  - 2008: Keio University, Tokyo